# Hersilia tibialis
Hersilia tibialis är en spindelart som beskrevs av Baehr 1993. Hersilia tibialis ingår i släktet Hersilia och familjen Hersiliidae. Inga underarter finns listade i Catalogue of Life.